# 여의도 샛강

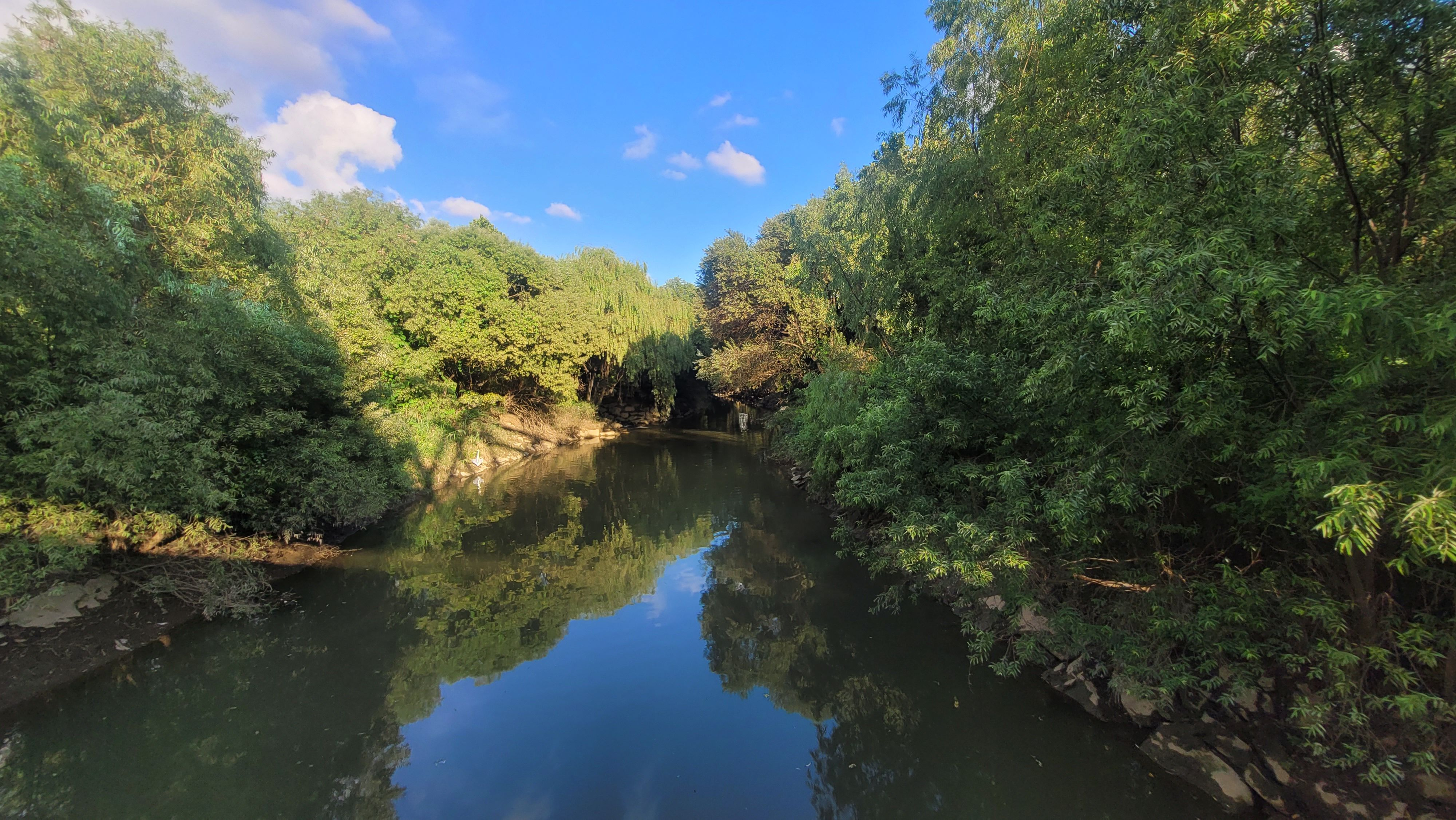
여의도샛강생태공원 안을 흐르는 샛강.

여의도 샛강(汝矣島 賽江)은 한강에서 갈라져 나온 강이다. 현재는 1997년에 조성한 습지공원으로 시민들이 즐겨 찾고 있다. 주변에 서울교, 여의교, 여의2교 등이 있다. 샛강역은 이 이름을 따서 만들어진 역이다.

## 여의도 샛강 생태 공원
처음 샛강은 여의도를 개발 할 때 개발 대상이 아니어서 자연 습지로 남아 있었다. 하지만 한강물이 흘러들지 않아 모기·파리 등의 날벌레와 악취가 들끓어 버려져 있었었다. 하지만 지금은 1997년에 조성한 생태공원으로 시민들의 휴식처가 되고, 오리 등도 사는 곳이 되었다.

## 같이 보기
- 서울교
- 여의교
- 여의2교
- 한강
- 여의도샛강생태공원